# Cyclanthera filiformis
Cyclanthera filiformis är en gurkväxtart som först beskrevs av Carl Ernst Otto Kuntze, och fick sitt nu gällande namn av H.Schaef. och S.S.Renner. Cyclanthera filiformis ingår i släktet springgurkor, och familjen gurkväxter. Inga underarter finns listade i Catalogue of Life.